# 行政建制镇
镇是中华人民共和国介于县（县级行政区）与村（或村级区划）之间，与“乡”同层次的行政区划单位，现为乡级区划主要类型，常与同层次区划单位“乡”一起使用，合称为“乡镇”。为区别村镇、集镇或市镇，常被冠以“行政建制镇”或“建制镇”。

## 历史

### 清朝、民国时期
清朝即在县以下行政区划中，城、镇是传统政治和消费中心；镇偏重于乡村间的商业中心，经济上有助于乡村。1909年1月18日（光绪三十四年十二月二十七日），清政府颁布《城镇乡地方自治章程》，规定在50000人口以上的村庄、屯集地建镇，设自治组织，议决及办理地方自治事宜，这是明确规定镇建制的首部法规。

### 中华人民共和国时期
在中国大陆，在城镇规划和建设中官方常用的术语有“小城镇”和“集镇”。大陆自1980年代特别是进入1990年代以后，随着快速的工业化和城镇化，城镇建设纳入县级及其以上政府的统一规划，一定规模的市镇规划设计与建设建立了相应的标准。
1949年中华人民共和国成立以后，镇的设置缺乏统一规定，镇建制过多。到1954年底，全境设有5400个镇，其中人口2000以下的920个，人口2000—5000的2302个，人口5000—10000的1373个，人口10000—50000的784个，人口50000以上的21个。1955年6月国务院发布《关于设置市、镇建制的决定》，明确了设镇标准。1975年和1978年的两部宪法均废除乡建制，而保留了镇建制。至1978年底，全国仅有2173个镇。人民公社制度取消后，镇的建设得到重视。
1984年11月29日国务院公布新的建镇标准：
1. 凡县级地方国家机关所在地，均应设置镇的建制。
2. 总人口在二万以下的乡，乡政府驻地非农业人口超过二千的，可以建镇。
3. 总人口在二万以上的乡，乡政府驻地非农业人口占全乡人口10%以上的，也可以建镇。
4. 少数民族居住地区、人口稀少的边远地区、山区和小型工矿区、小港口、风景旅游区、边境口岸等地，非农业人口虽不足二千，如确有必要，也可设置镇。

## 歷年建制镇数量
| 中国大陆历年镇数量列表 |       |
| 年份                   | 镇    |
| 1961年                 | 4429  |
| 1978年                 | 2173  |
| 1986年                 | 10717 |
| 1988年                 | 11481 |
| 1990年                 | 12084 |
| 1991年                 | 12455 |
| 1992年                 | 14539 |
| 1993年                 | 15806 |
| 1994年                 | 16702 |
| 1995年                 | 17532 |
| 1996年                 | 18171 |
| 2000年                 | 20312 |
| 2001年                 | 20358 |
| 2002年                 | 20601 |
| 2003年                 | 20226 |
| 2004年                 | 19883 |
| 2005年                 | 19522 |
| 2006年                 | 19369 |
| 2007年                 | 19249 |
| 2008年                 | 19234 |
| 2009年                 | 19322 |
| 2010年                 | 19410 |
| 2011年                 | 19683 |
| 2012年                 | 19881 |
| 2013年                 | 20117 |
| 2014年                 | 20401 |
| 2015年                 | 20515 |
| 2016年                 | 20883 |
| 2017年                 | 21116 |
| 2018年                 | 21297 |
| 2022年                 | 21389 |
| 2023年2季度            | 21400 |